# Zdravé fórum
Zdravé fórum je český spolek usilující o návrat k běžnému způsobu života v Česku během pandemie covidu-19. Staví se kriticky ke krokům vlády a informacím poskytovaným médii, odmítá přijímaná pandemická opatření a požaduje jejich nahrazení dobrovolnou ochranou ohrožených skupin obyvatel. Z původně petiční iniciativy vznikl spolek v únoru 2021, jeho předsedou je režisér Jan Tománek.
Zdravé fórum bylo opakovaně kritizováno různými odborníky a fact-checkery za sdílení údajných zavádějících informací, zejména týkajících se pandemie nemoci covid-19.

## Petice
Dne 29. října 2020 byla sepsána online petice vyzývající k občanské zodpovědnosti. Autory textu byli režisér a spisovatel Jan Tománek, matematik a podnikatel Karel Janeček a ředitelka společnosti Dermacol Věra Komárová. Petice byla podnětem k založení Zdravého fóra, iniciátorem byl Jan Tománek. Spolek byl zapsán 11. února 2021, zakládajícími členy se stali Tománek, právník Tomáš Nielsen a choreograf a režisér Petr Zuska.
V lednu 2021 Jan Tománek prezentoval petici v pořadu České televize Máte slovo. V dubnu 2021 měla petice přes 15 000 podpisů. Poslanec Lubomír Volný 16. dubna 2021 navrhl projednání petici v Poslanecké sněmovně PČR, jeho návrh podpořili někteří nezávislí zákonodárci, členové poslaneckého klubu SPD a Dana Balcarová z klubu Pirátů.
Požadavkem Zdravého fóra byl okamžitý návrat dětí do škol, cílená ochrana rizikových skupin obyvatelstva a rozvolňování protiepidemických opatření.

## Cíle
Spolek sdružuje rodiče dětí a další občany a propojuje organizace, odborníky a instituce napříč profesemi, kteří souhlasí s postoji fóra. Vystupuje ve veřejném prostoru a snaží se podle svých slov vytvářet „rovnováhu vládní propagandě“, vyvíjet tlak na politiky, bojovat za právo dětí na vzdělání. Vystupuje proti státním opatřením, která podle něj porušují zákony a pošlapávají občanské svobody, a usiluje o „obnovení normálního života“.

## Další aktivity
V březnu 2021 Zdravé fórum informovalo o podání trestního oznámení na neznámou osobu (jmenovalo však zejména předsedu vlády Andreje Babiše, ministra zdravotnictví Jana Blatného a ministra vnitra Jana Hamáčka) kvůli údajnému šíření nepravdivé poplašné zprávy o počtu nakažených virem SARS-CoV-2, přičemž mj. argumentovalo nespolehlivostí testů RT-PCR.
V dubnu 2021 skupina podpořila ředitele Waldorfské školy v Semilech Ivana Semeckého, který povolil výuku žáků bez testování na covid-19 i bez nošení roušek a byl následně odvolán radou města.
V květnu 2021 Zdravé fórum podalo trestní oznámení na Václava Hořejšího z Ústavu molekulární genetiky AV pro jeho kritické výroky vůči této iniciativě v článku „Využijeme koronavirovou krizi k nápravě klíčových státních institucí?“; státní zastupitelství se tímto trestním oznámením odmítlo zabývat.
V červnu 2021 iniciativa zaslala předžalobní výzvu řediteli domova pro seniory ve Velkých Hamrech Čestmíru Skrbkovi s požadavkem, aby se omluvil pečovatelce, kterou údajně nepřímo obvinil z podílu na úmrtí klienta, když o ní uvedl, že nebyla očkovaná proti covidu-19.
V srpnu 2021 Zdravé fórum rozeslalo ředitelům a zřizovatelům 8 000 základních a středních škol výzvu, týkající se návratu dětí do škol. Dne 22. srpna 2021 podalo návrh na zrušení mimořádného opatření ze dne 20. srpna 2021 č.j. MZDR 14600/2021-19/MIN/KAN.

## Osobnosti
Petici podle údajů Zdravého fóra podepsalo k 22. listopadu 2021 celkem 20 274 lidí, mimo jiné 355 lékařů, 309 zdravotních sester, 315 studentů, 1 214 pedagogů, 456 podnikatelů, 1 001 živnostníků či 564 důchodů. K signatářům petice a k aktivitám spolku se připojili mimo jiné:
- Jiří Beran – lékař
- Ondřej Brousek – herec, hudebník
- Petra Cihlářová – homeopatka
- Hynek Čermák – herec
- Vladimír Čížek – lékař
- Kristýna Frejová – herečka
- Vlastimil Harapes – tanečník
- Jan Hnízdil – lékař
- Igor Chaun – režisér
- Radek Jaroš – horolezec
- Lenka Klicperová – novinářka
- Zuzana Kocumová – politička, sportovkyně
- Irena Koutná – bioložka
- Zuzana Krátká – imunoložka
- Jiří Macht – vizuální umělec
- Tomáš Nielsen – právník
- Soňa Peková – lékařka
- Lukáš Pollert – lékař, sportovec
- Radek Rejšek – varhaník a skladatel
- Jiří Šinkora – imunolog
- Radomír Švec – herec
- Jan Tománek – režisér a spisovatel
- Petr Vaněk – herec
- Jan Vytásek – zpěvák
- Zdeňka Žádníková-Volencová – herečka
- Hana Zelená – lékařka
- Petr Zuska – choreograf a režisér

## Finance
Zdravé fórum podle Seznam Zpráv obdrželo ke 14. únoru 2022 od dárců celkem 3 miliony korun a utratilo 1,4 milionu korun. Většinu částky, celkem 1,2 milionu korun, fakturovali dva zakladatelé sdružení – Tomáš Nielsen za právní služby a Jan Tománek za grafické, reklamní, textové a internetové práce, a to oba v pravidelných měsíčních zhruba 60tisícových částkách. Oba dva to vysvětlovali velkým objemem vynaložené práce a platbami dalších služeb a lidí z takto inkasovaných peněz.

## Kritika
Zdravé fórum bylo kritizováno různými odborníky a fact-checkery za sdílení údajných polopravd a hoaxů, zejména týkajících se pandemie nemoci covid-19. Několika čelným členům Zdravého fóra (Soně Pekové a Lukáši Pollertovi) byla udělena kolektivní anticena Bludný balvan, kterou uděluje Český klub skeptiků Sisyfos „pro zvýraznění přínosu jednotlivců i různých spolků k matení české veřejnosti a rozvoji blátivého způsobu myšlení“. Jednalo se o mimořádnou kategorii Bludný koviďák určenou skupině tzv. bludné pěchoty. Podle spolku Sisyfos Zdravé fórum šiří dezinformace. V roce 2022 získalo Zdravé fórum, jakož i jeho odnože, ze kterých byly jmenovitě zmíněny Sdružení mikrobiologů, epidemiologů a statistiků (SMIS) a odborové sdružení Pro Libertate, anticenu zlatý Bludný balvan v kategorii družstev za rok 2021 za "obohacení Public Health o cherry picking, datovou magii a konspirační teorie vůbec."
Skupina Čeští elfové reagovala na jedno z videí zveřejněných pod profilem Zdravého fóra 31. března 2021 a některá tvrzení MUDr. Hany Zelené, prof. Jiřího Berana, doc. Martina Balíka a MUDr. Vladimíra Čížka vyhodnotila jako úplně či částečně nepravdivá.
Ministerstvo školství, mládeže a tělovýchovy se v dubnu 2021 ohradilo proti dezinformacím a manuálům pro rodiče publikovaným na webu Zdravého fóra.
Zdravé fórum opakovaně šířilo informaci, že není covidové testování dětí na školách v souladu se zákonem, což odmítl Nejvyšší správní soud ve svém rozsudku, když zamítl první návrh na zrušení mimořádného opatření Ministerstva zdravotnictví ("...antigenní testování ve školách není zdravotní službou, neboť je založeno na tom, že se děti, žáci nebo studenti budou testovat sami. Neshledal proto rozpor se zákonem o zdravotních službách ani čl. 7 Listiny základních práv a svobod a čl. 5 Úmluvy o lidských právech a biomedicíně, z nichž plyne, že zásah do integrity člověka je nepřípustný, pokud mu nepředchází informovaný a svobodný souhlas. Současně soud vyjádřil pochopení pro obavu či strach některých dětí z testování, avšak má za to, že je primárně na jejich rodičích, jakým způsobem dětem celou věc podají, vysvětlí a příp. pomohou jejich obavy překonat – třeba i tím, že jim při testování budou asistovat...").
Čerpání peněz spolku v únoru 2022 kritizoval senátor Václav Láska. Podle Seznam Zpráv tato kritika vyvolala zvýšenou aktivitu dárců, z nichž se někteří vymezovali vůči kritice a vyjadřovali svoji podporu Zdravému fóru v poznámkách k darům na transparentní účet.